# آلة آتوود

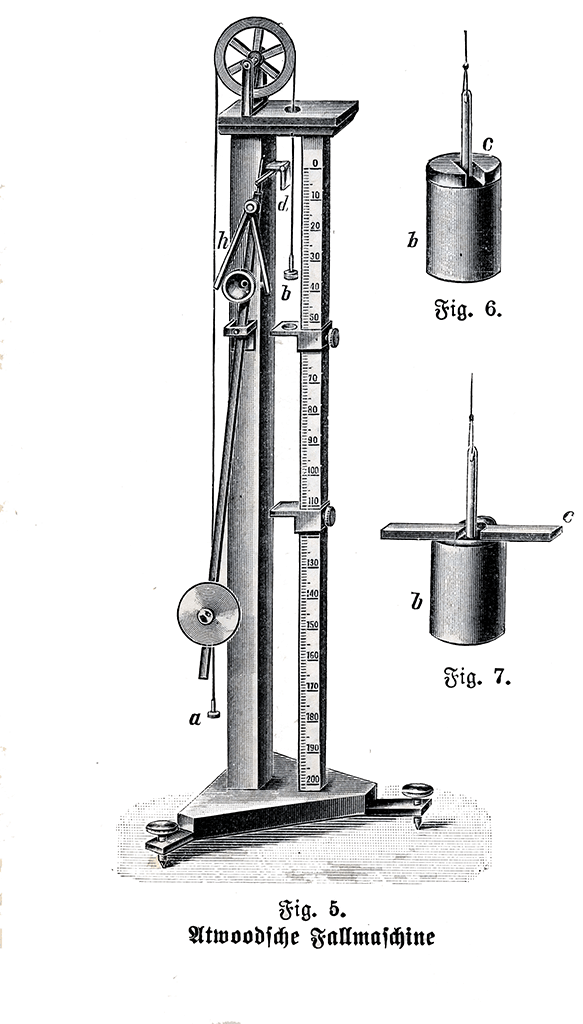
رسم توضيحي لآلة آتوود، 1905.

اخترع القس جورج آتوود آلة آتوود (أو جهاز آتوود) في عام 1784 كتجربةٍ معملية من أجل إثبات قوانين الحركة الميكانيكية من خلال التسارع الثابت. وتُعد آلة أتوود وسيلةً تعليميةً شائعة في الفصول الدراسية وتُستخدم لشرح مبادئ الميكانيكا الكلاسيكية.
تتكون آلة آتوود المثالية من كتلتين m1 وm2، متصلتين بحبل غير قابل للمد وعديم الكتلة يلف حول بكرة مثالية عديمة الكتلة.

عندما تكون m1 = m2، تكون الآلة في حالة توازن محايد بغض النظر عن وضع الأوزان.
عندما تكون m1 ≠ m2؛ يحدث تسارع منتظم لكلتا الكتلتين.

## معادلة التسارع الثابت

مخططات الجسم الحر للكتلتين المعلقتين في آلة آتوود. وتفيد مصطلحات الإشارات لدينا، كما تشير متجهات التسارع، أن m_{1} تتسارع نزولاً وأن m_{2} تتسارع صعودًا، كما هو الحال إذا كانت m_{1} > m_{2}

يمكننا استنتاج معادلة للتسارع من خلال استخدام تحليل القوى.
فإذا نظرنا إلى حبل عديم الكتلة وغير قابل للمد وبكرة مثالية عديمة الكتلة، فستكون القوى التي يجب أخذها في الاعتبار فقط هي: قوة الشد (T)، ووزن الكتلتين (W1 وW2). لإيجاد التسارع، يجب الأخذ في الاعتبار القوى المؤثرة على كل كتلة مفردة.
ومن خلال استخدام قانون نيوتن الثاني (حيث تفيد مصطلحات الإشارات أن {\displaystyle m_{1}>m_{2}})، يمكننا استنباط نظام معادلات للتسارع (a).
كاصطلاح للإشارة، نفترض أن a تكون موجبة عندما تتسارع نزولاً لـ {\displaystyle m_{1}}, وأن a تكون موجبة عندما تتسارع صعودًا لـ {\displaystyle m_{2}}.. ومن ثم يكون وزن {\displaystyle m_{1}} و{\displaystyle m_{2}} هو ببساطة {\displaystyle W_{1}=m_{1}g} و{\displaystyle W_{2}=m_{2}g} على التوالي.
القوى المؤثرة على m1:
{\displaystyle \;m_{1}g-T=m_{1}a}
والقوى المؤثرة على m2:
{\displaystyle \;T-m_{2}g=m_{2}a}
وبجمع المعادلتين السابقتين، نحصل على
{\displaystyle \;m_{1}g-m_{2}g=m_{1}a+m_{2}a},
وتصبح الصيغة النهائية للتسارع لدينا
{\displaystyle a=g{m_{1}-m_{2} \over m_{1}+m_{2}}}
وبالعكس، يمكن إيجاد التسارع الناجم عن الجاذبية،g، عن طريق ضبط توقيت حركة الأوزان وحساب قيمة التسارع المنتظم a: {\displaystyle d={1 \over 2}at^{2}}.
تُستخدم آلة آتوود أحيانًا لشرح طريقة لاغرانج لاستنباط معادلات الحركة.

## معادلة الشد
قد يكون من المفيد معرفة معادلة شد الوتر. لتقدير الشد، يتم تعويض المعادلة بالتسارع في أيٍ من معادلتيّ القوى.
{\displaystyle a=g{m_{1}-m_{2} \over m_{1}+m_{2}}}
على سبيل المثال، عند التعويض بـ {\displaystyle m_{1}a=m_{1}g-T}، نحصل على
{\displaystyle T={2gm_{1}m_{2} \over m_{1}+m_{2}}}
يمكن إيجاد الشد عن طريق استخدام هذه الطريقة.

## معادلات لبكرة بها قصور واحتكاك
بالنسبة للاختلافات الصغيرة جدًا بين كتل m1 وm2، لا يمكن تجاهل العطالة الدورانية I لبكرة نصف قطرها r. ويتم الحصول على التسارع الزاويّ للبكرة من خلال وضع عدم الانزلاق:
{\displaystyle \alpha ={a \over r},}
حيث تكون {\displaystyle \alpha } هي التسارع الزاويّ. فبالتالي يكون عزم الدوران هو:
{\displaystyle \tau _{net}=\left(T_{1}-T_{2}\right)r-\tau _{friction}=I\alpha }
بضم قانون نيوتن الثاني للكتل المعلقة، وحل T1 وT2، وa، نحصل على:
التسارع:
{\displaystyle a={{g(m_{1}-m_{2})-{\tau _{friction} \over r}} \over {m_{1}+m_{2}+{{I} \over {r^{2}}}}}}
الشد في أقرب جزء من الوتر لـm1:
{\displaystyle T_{1}={{m_{1}g(2m_{2}+{{I} \over {r^{2}}}+{{au_{friction}} \over {rg}})} \over {m_{1}+m_{2}+{{I} \over {r^{2}}}}}}
الشد في أقرب جزء من الوتر لـm2:
{\displaystyle T_{2}={{m_{2}g(2m_{1}+{{I} \over {r^{2}}}+{{au_{friction}} \over {rg}})} \over {m_{1}+m_{2}+{{I} \over {r^{2}}}}}}
في حال تجاهل الاحتكاك (وليس قصور البكرة ولا قوة سحب الوتر على حافة البكرة)، يمكن تبسيط تلك المعادلات في صورة النتائج التالية:
التسارع:
{\displaystyle a={{g(m_{1}-m_{2})} \over {m_{1}+m_{2}+{{I} \over {r^{2}}}}}}
الشد في أقرب جزء من الوتر لـm1:
{\displaystyle T_{1}={{m_{1}g(2m_{2}+{{I} \over {r^{2}}})} \over {m_{1}+m_{2}+{{I} \over {r^{2}}}}}}
الشد في أقرب جزء من الوتر لـm2:
{\displaystyle T_{2}={{m_{2}g(2m_{1}+{{I} \over {r^{2}}})} \over {m_{1}+m_{2}+{{I} \over {r^{2}}}}}}

### تطبيقات عملية
تشير رسوم آتوود الإيضاحية الأصلية إلى استناد محور العجلة الرئيسي على حواف أربع عجلات أخرى، لتقليل قوى الاحتكاك الناتجة عن المحامل. وتتبع العديد من التطبيقات التاريخية القديمة هذا التصميم.
تقارب فكرة المصعد الذي يضم ثقل موازن فكرة آلة آتوود المثالية، حيث يتم من خلالها تخفيف ثقل حمل مقصورة المصعد عن محرك القيادة - ويكون عليه فقط التغلب على فرق الوزن وقصور كلتا الكتلتين. ويتم تطبيق الفكرة ذاتها على سكك حديد القطار الجبلي المائل الذي يتكون من عربتين متصلتين على مسارات مائلة.